# Льюис, Пол (патолог)
Пол Адин Льюис (1879—1929) — американский патолог, ассоциированный член Института медицинских исследований Рокфеллера. Наиболее известен своими работами в области вирусной и бактериальной патологии.

## Биография

### Ранние годы
Родился в Чикаго и вырос в Милуоки, штат Висконсин. Был старшим сыном доктора Клинтона Х. Льюиса, практикующего врача. Сестра Пола Льюиса, доктор Мэриан Льюис, также занималась медициной в Милуоки.

### Образование и карьера
После учебы в университете Висконсин-Милуоки получил степень доктора медицины в Пенсильванском университете. (1904). Еще будучи студентом, избрал карьеру исследователя и никогда не занимался медицинской практикой.
После недолгой работы в Бостонской городской больнице, Управлении здравоохранения штата Массачусетс, Гарвардском университете и Институте медицинских исследований Рокфеллера стал директором лаборатории Института Генри Фиппса и профессором экспериментальной патологии Пенсильванского университета (1910—1923). Состоял в Военно-морском резерве США (1917—1921) где достиг звания «коммандер» и служил во время пандемии испанского гриппа 1918-19 годов . В 1923 году вернулся в Институт Рокфеллера в Принстоне, штат Нью-Джерси, где и работал в отделении патологии животных до своей смерти шесть лет спустя.

### Смерть
Умер в 1929 году от желтой лихорадки в Баии, Бразилия, где проводил исследования под эгидой Международного совета здравоохранения Фонда Рокфеллера. В телеграмме, сообщающей Фонду о его смерти, отмечалось, что Льюис, вероятно, заразился жёлтой лихорадкой в результате лабораторной инфекции. Похоронен на кладбище Форест-Хиллз в Мэдисоне, штат Висконсин.

## Научный вклад
С момента окончания обучения в университете в 1904 году до своей смерти в 1929 году опубликовал 78 статей по таким темам, как анафилаксия, полиомиелит, химиотерапия и туберкулез. В 1910 году вместе с Саймоном Флекснером экспериментально доказал вирусную природу полиомиелита, а также тот факт, что однократное заражение вирусом делает выживших обезьян невосприимчивыми к повторному заражению. Эти открытия помогли проложить путь к разработке вакцины против полиомиелита в 1955 году. Вместе с Ричардом Э. Шопом в 1931 году Льюис открыл вирус гриппа А, который мог инфицировать как свиней, так и людей. Этот вирус увеличивает смертность при совместном заражении с вызывающей вторичную инфекцию бактерией Haemophilus influenzae, что проливает свет на происхождение испанского гриппа. Более поздние работы Льюиса были сосредоточены на туберкулезе, наследственности и аллергии у морских свинок. Состоял директором Национальной противотуберкулезной ассоциации и членом Американской ассоциации патологов и бактериологов, Ассоциации американских врачей и Американской ассоциации содействия развитию науки.

## Семья
В 1906 году женился на Луизе Дурбин. У них было двое детей: Хобарт и Джанет.

### Комментарии
1. ↑  Соответствует званию «капитан второго ранга».

### Сноски
1. ↑  The Rockefeller Foundation Annual Report. — New York : Rockefeller Foundation, 1929. — P. 4. Архивная копия от 3 января 2021 на Wayback Machine Источник. Дата обращения: 13 апреля 2021. Архивировано 3 января 2021 года.
2. 1 2 3 4 5  Flexner, Simon (1929). Paul Adin Lewis. Science. 70 (1806): 133–134. Bibcode:1929Sci....70..133F. doi:10.1126/science.70.1806.133. ISSN 0036-8075. PMID 17836668.
3. 1 2  Paul A. Lewis, 1879-1929. American Review of Tuberculosis. 21 (5): 587–592. 1 мая 1930. doi:10.1164/art.1930.21.5.587. ISSN 0096-0381. Архивировано 13 апреля 2021. Дата обращения: 13 апреля 2021.
4. 1 2  Paul A. Lewis papers, Rockefeller Institute for Medical Research Scientific Staff (FA175) - Biographical/Historical Note. Rockefeller Archive Center. Дата обращения: 19 мая 2020.
5. ↑  Passante, Anna. Dr. Lewis — Pathologist gave life working to save lives : The Bay View Compass. Bay View Compass (30 июня 2011). Дата обращения: 19 мая 2020. Архивировано 13 апреля 2021 года.
6. ↑  Барри, 2021, Пролог.
7. ↑  Corner, George W. A history of the Rockefeller Institute, 1901-1953 origins and growth :  [англ.]. — New York : Rockefeller Institute Press, 1965. — P. 81–82. — ISBN 9780874700039. Источник. Дата обращения: 13 апреля 2021. Архивировано 13 апреля 2021 года.
8. ↑  Van Epps, Heather L. (17 апреля 2006). Influenza: exposing the true killer. The Journal of Experimental Medicine. 203 (4): 803. doi:10.1084/jem.2034fta. ISSN 0022-1007. PMID 16685764.